# Pałac w Mystkach
Pałac w Mystkach – renesansowy pałac zbudowany w latach 80. XIX w. w miejscowości Mystki.
Dwór zbudowano prawdopodobnie według projektu Stanisława Hebanowskiego, w stylu renesansu francuskiego z dużą wnęką wejściową na osi. Kryty dachem czterospadowym. Główna część budynku parterowa. Obecnie dwór jest bardzo zaniedbany, na progu ruiny.
Przed powstaniem pałacu ówczesny właściciel Mystek Karol Karśnicki i jednocześnie gospodarz dworu starał się utrzymywać kontakt z twórcami, pisarzami. Ludwik Gomolec w swojej pracy o Ziemi Średzkiej pisał: salony zacisznego, staropolskiego dworku w Mystkach stały otworem dla poetów i pisarzy. W Mystkach przebywali: poeta i pisarz Lucjan Siemieński (1807–1877)  i Józef Ignacy Kraszewski (1812–1877). Trzykrotnie (1862,1865, 1867) gościem Karśnickich w Mystkach był przyrodni brat Tekli, Arrigo Boito, jeden z najwybitniejszych kompozytorów europejskich i autorów librett operowych drugiej połowy XIX i początku XX wieku. 
Po śmierci Karola Karśnickiego (11 listopada 1870 r), staraniem jego żony Tekli, w 1877 r. zbudowano obecny dwór. Po śmierci Tekli Karśnickiej w 1885 r. Mystki przeszły w  ręce rodziny Karłowskich, którzy gospodarowali tutaj do 1939 roku. Po wojnie majątek należał do Państwowych Gospodarstw Rolnych. Obecnie dwór z parkiem administrowany jest przez ARWSP) i czeka na nowego nabywcę, który mógłby mu przywrócić dawną świetność.